# Тарасов Дмитро Іванович
Дмитро́ Іва́нович Тара́сов (1986—2014) — солдат Збройних сил України, учасник російсько-української війни.

## Життєпис
Народився 1986 року в місті Павлоград (Дніпропетровська область). Працював підземним гірником очисного забою на ділянці з видобутку вугілля № 5 ШУ «Дніпровське».
Мобілізований; старший стрілець, 25-та окрема повітрянодесантна бригада.
Загинув 12 серпня 2014-го в бою за визволення від російсько-терористичних формувань Вуглегірська.
Похований у місті Тернівка.
Без Дмитра лишились мама і брат.

## Нагороди та вшанування
- 29 липня 2014 року нагороджений відзнакою Міністра оборони України «За воїнську доблесть».
- 14 листопада 2014 року за особисту мужність і героїзм, виявлені у захисті державного суверенітету та територіальної цілісності України, вірність військовій присязі під час російсько-української війни, відзначений — нагороджений орденом «За мужність» III ступеня (посмертно).
- У Тернівці відкрито стелу, на якій викарбувано імена полеглих за Україну тернівчан: Тарасов Дмитро Іванович, Подорожний Сергій Володимирович, Жеребцов Володимир Володимирович, Попов Олександр Олександрович.
- Його портрет розміщений на меморіалі «Стіна пам'яті полеглих за Україну» в Києві: секція 2, ряд 3, місце 29.
- вшановується 12 серпня на ранковому церемоніалі загиблих українських героїв, які загинули в різні роки внаслідок російської агресії.[1]